# Sorsele kyrkobokföringsdistrikt

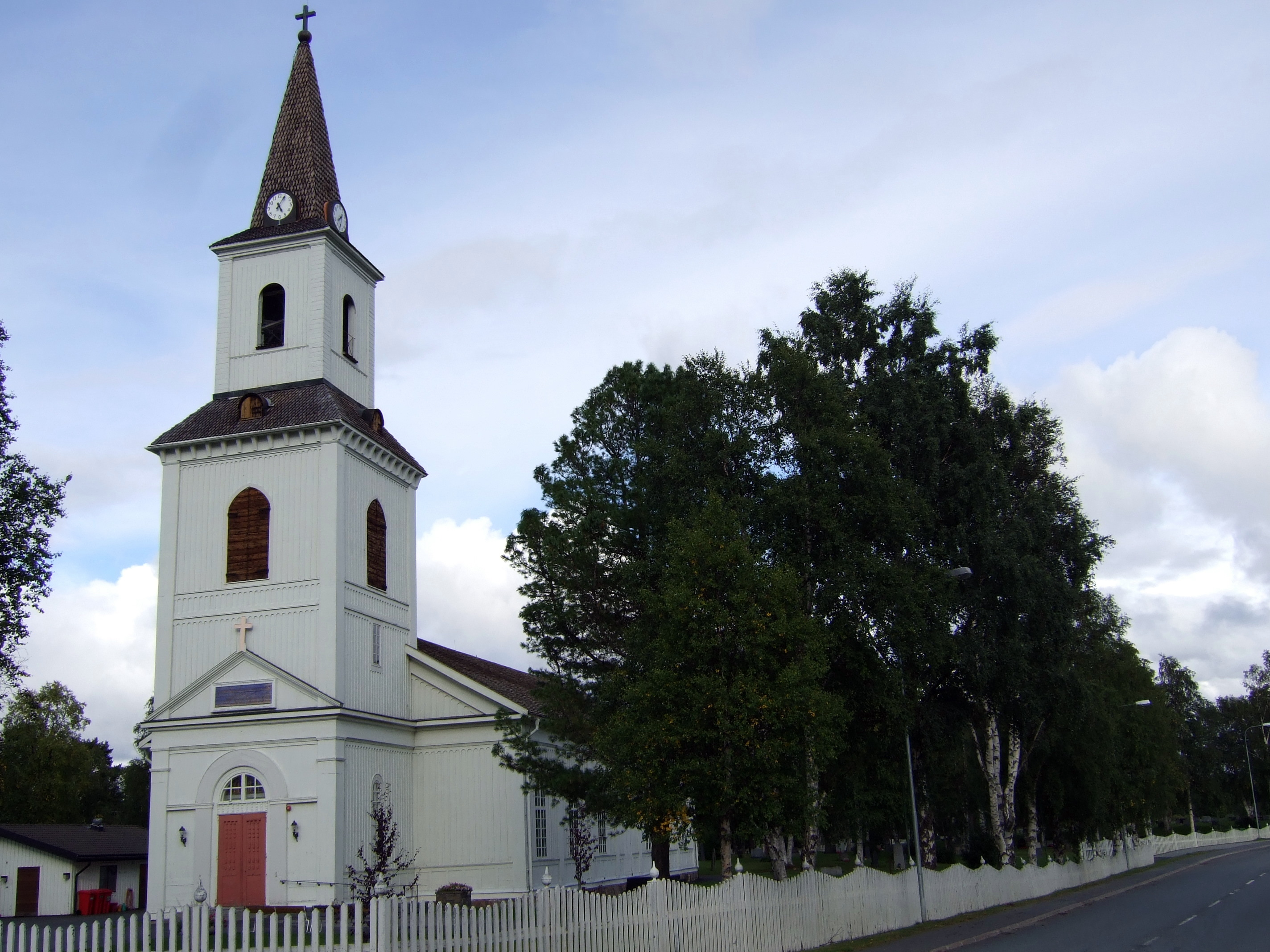
Sorsele kyrka.

Sorsele kyrkobokföringsdistrikt var ett kyrkobokföringsdistrikt (ofta förkortat kbfd) i Sorsele församling i Luleå stift. Dessa distrikt utgjorde delar av en församling i Sverige som i folkbokföringshänseende var likställd med en församling. Distriktet bildades den 1 maj 1923 (enligt beslut den 26 maj 1922) när Sorsele församling delades upp på två kyrkobokföringsdistrikt (Gargnäs och Sorsele) och upplöstes den 1 januari 1962 då Gargnäs kyrkobokföringsdistrikt bildade Gargnäs församling och den resterande delen av Sorsele församling utgjorde samma område som Sorsele kyrkobokföringsdistrikt.
Kyrkobokföringsdistriktets namn och dess gränser fastställdes genom beslut den 24 april 1923.
Sorsele kyrkobokföringsdistrikt hade församlingskoden 242200.

## Areal
Sorsele kyrkobokföringsdistrikt omfattade den 1 januari 1961 en areal av 7 144,81 kvadratkilometer, varav 6 721,72 kvadratkilometer land.